# Günter Kreissl
Günter Kreissl (* 17. Mai 1974 in Wien) ist ein ehemaliger österreichischer Fußballspieler, der als Torwart zum Einsatz kam.

## Karriere

### Spieler
Der Torhüter begann seine fußballerische Laufbahn im Alter von sieben Jahren beim FK Austria Wien. Dort durchlief er alle Nachwuchsmannschaften, wurde im Alter von 18 Jahren in den erweiterten Kader der Profimannschaft aufgenommen und in vier Testspielen eingesetzt. Seine sportlichen Leistungen brachten Kreissl zwischen 1994 und 1995 auch drei Einsätze in der Unter-21-Nationalmannschaft des ÖFB ein. Neben der Fußballausbildung schloss er seine schulische Ausbildung mit der Matura am Bundesrealgymnasium erfolgreich ab.
Um Spielpraxis zu bekommen, wurde Kreissl zwischen 1994 und 1996 an den SV Stockerau (2. Division), den SC Himberg (niederösterreichische Landesliga) und den Bundesligisten FC Admira/Wacker ausgeliehen. Bei seiner kurzen Rückkehr zur Wiener Austria im Sommer 1996 kam Kreissl am 13. Juli zu seinem ersten Einsatz im Profibereich bei einer 1:2-Niederlage im UEFA Intertoto Cup beim FC Kopenhagen. Sein erstes Bundesligaspiel bestritt Kreissl am 8. März 1997 für Admira/Wacker beim 1:1-Unentschieden gegen den FC Linz.
Nach seiner Rückkehr zur Wiener Austria war er fixer Bestandteil des Profikaders und zweiter Tormann hinter Wolfgang Knaller, der im erweiterten Nationalteamkader stand, kam aber an ihm nicht vorbei. Damit kam Kreissl zwischen 1998 und 2000 lediglich zu zwölf Meisterschaftsspielen für die „Veilchen“. Im Sommer 2000 wechselte er zum First Vienna FC 1894 in die Erste Division und musste mit ihm nach der Saison in die Regionalliga Ost absteigen. Im Sommer 2002 wurde er vom DSV Leoben für die Erste Liga verpflichtet. 2003 wechselte er zur SV Schwechat in die Regionalliga Ost, ehe er beim unterklassigen SC Hainfeld seine aktive Karriere ausklingen ließ.

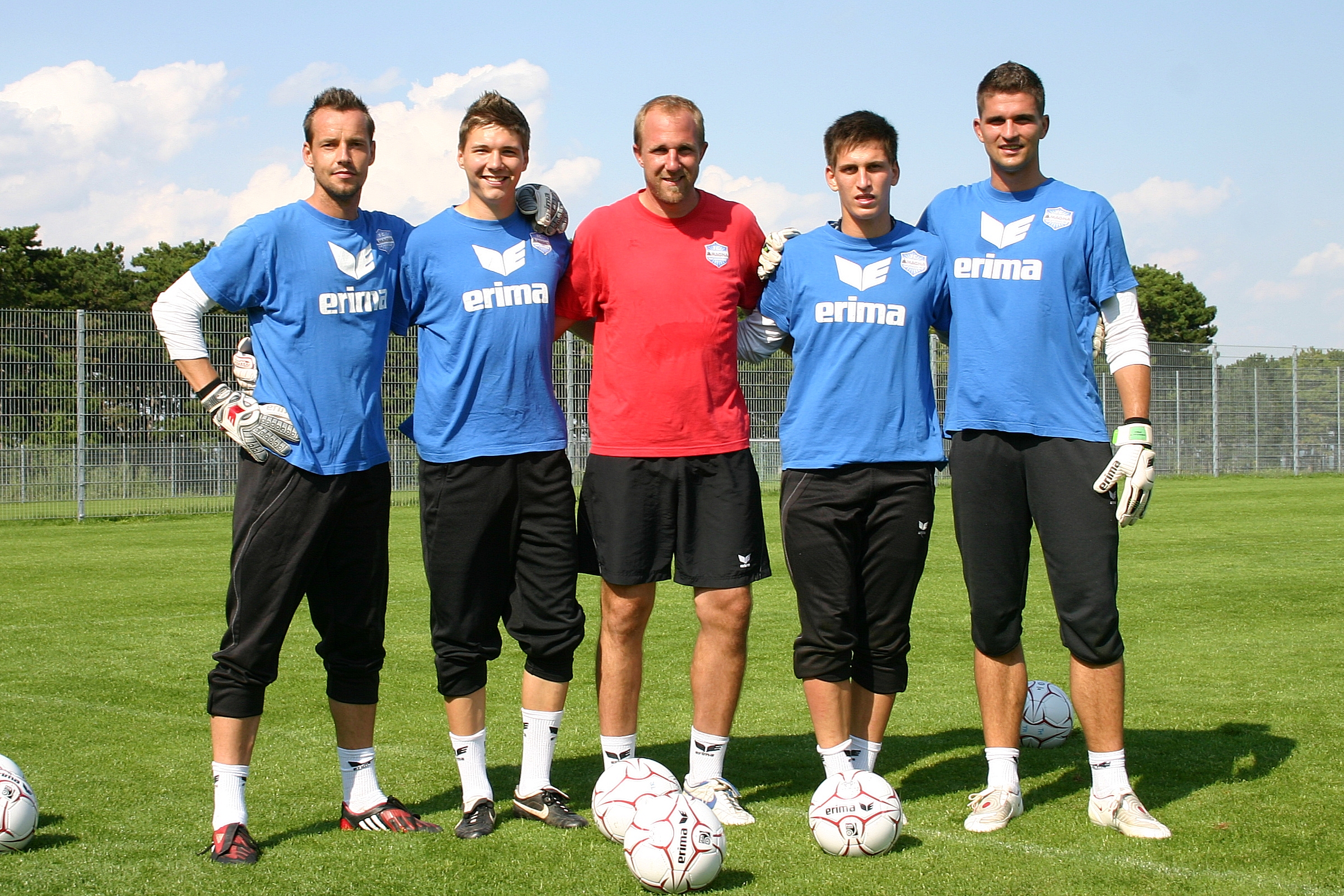
Günter Kreissl (rotes Trikot) mit den Torhütern des SC Wiener Neustadt Manfred Razenböck und Udo Siebenhandl (links) sowie Philip Petermann und Sašo Fornezzi (rechts)

### Trainer
Bereits während seiner aktiven Karriere bereitete sich Kreissl für seine Zukunft vor. Von 2000 bis 2002 machte er eine Ausbildung an der Sportmanagement-Akademie der österreichischen Bundesliga und schloss diese mit Auszeichnung ab.
Ebenso absolvierte er erfolgreich eine Ausbildung als Tormanntrainer.
Den Einstieg in den Trainerjob machte er 2002/03 beim DSV Leoben, wo er im Nachwuchsbereich die Torhüter trainierte. Im Sommer 2003 wurde er als Tormanntrainer für die Frank-Stronach-Akademie sowie für die Torhüter der zweiten Profimannschaft der Austria engagiert.
Von 2008 bis 2012 war Kreissl Torwarttrainer des SC Wiener Neustadt, bis er im November 2012 zum Sportdirektor (Manager für Sport und Public Relations) avancierte.
Nachdem er im Sommer 2015 zusätzlich Cheftrainer geworden war, legte er diese Aufgabe im April 2016 wieder nieder, da er am 1. Mai 2016 zum Erstligisten SK Sturm Graz ging, wo er als sportlicher Geschäftsführer fungierte.
Nach seinem Rücktritt am 30. April 2020 trat am darauffolgenden Tag Andreas Schicker, den er bereits ab 2003 bei den Amateuren der Austria trainiert und über weite Teile seiner Karriere begleitet hatte, die Nachfolge Kreissls als Geschäftsführer Sport des österreichischen Bundesligisten an. Um eine bestmögliche Übergabe zu gewährleisten, wird Kreissl Schicker bis zum 30. Juni 2020 unterstützen. Danach nahm sich Kreissl eine dreimonatige berufliche Auszeit und sollte am 5. Oktober 2020 als technischer Direktor des Vereins zurückkehren. Während seiner vierjährigen Amtszeit als sportlicher Geschäftsführer verzeichnete Sturm ein außerordentlich positives Transferergebnis, wurde einmal Dritter, sowie einmal Vizemeister und ebenfalls einmal Pokalsieger.
Im September 2020 wurde bekannt, dass Kreissl doch nicht technischer Direktor bei Sturm Graz werden wird. Stattdessen wurde er im Dezember 2020 vom ÖFB als „Head of Goalkeeping“ vorgestellt; als solcher soll er auf nationaler Ebene Torhüter entwickeln. Tormanntrainer bei der A-Nationalmannschaft blieb weiterhin Robert Almer. Zudem übernahm er von Martin Scherb die Aufgaben als Gesamtleiter des Spitzenförderprojekts Projekt12.

## Privates
Günter Kreissl ist mit Heidemarie verheiratet und Vater eines Sohnes (Lennard) und einer Tochter (Elina). 